# 愛的克麗絲汀
愛的克麗絲汀（法語：Souvenirs d'Enfance）是鋼琴家理查·克萊德門的名曲之一。克萊德門著有多首名曲，這首歌是大眾耳熟能詳的歌曲，有別以往的古典樂。